# Overfaldet på postvognen
Overfaldet på postvognen (originaltitel The Deadwood Coach) er en amerikansk stumfilm fra 1924 instrueret af Lynn Reynolds.

## Medvirkende
- Tom Mix som Tom
- George Bancroft som Tex Wilson
- Doris May som Helen Shields
- Lucien Littlefield som Charlie Winter
- Frank Coffyn som Walter Gordon
- Jane Keckley som Mrs. Gordon
- Ernest Butterworth som Jimmie Gordon
- DeWitt Jennings som Jim Shields
- Buster Gardner som Bill Howland
- Norma Wills som Mrs. Shields
- Sid Jordan som Need
- Nora Cecil som Matilda Shields
- Ed Brady
- Hank Bell
- Tony the Horse som Tony